# Mastaba der Hetepet

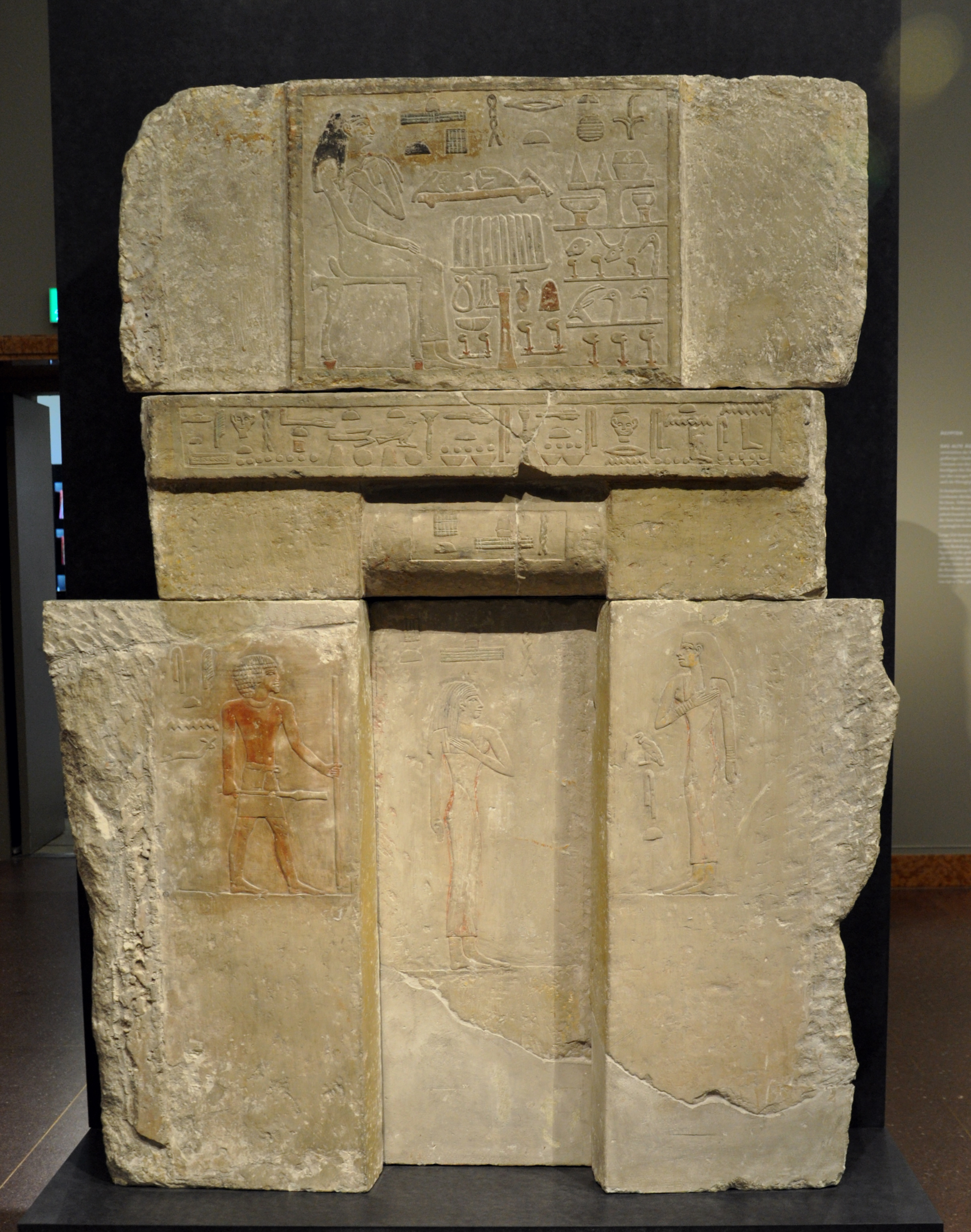
Scheintür der Hetepet (Liebieghaus)

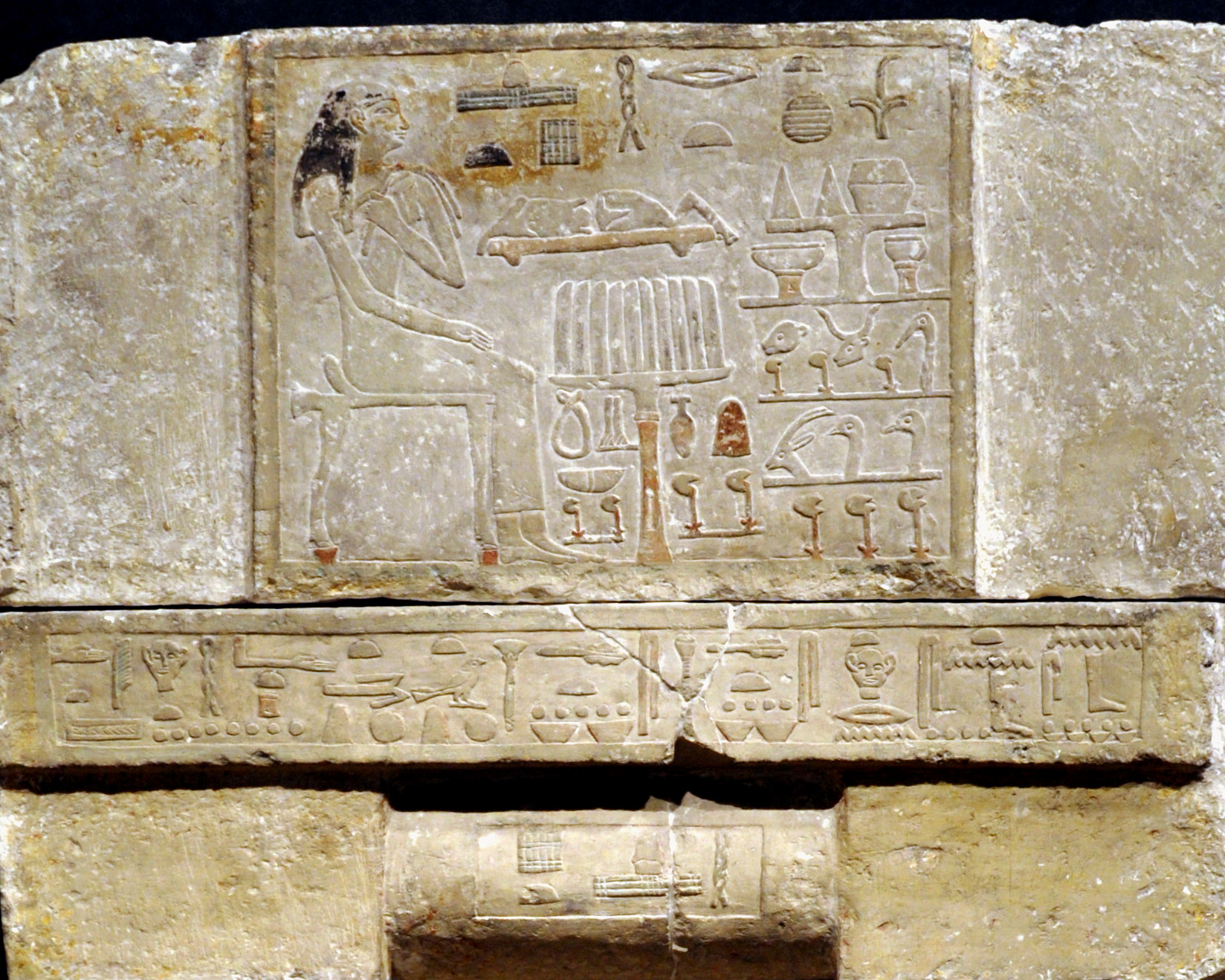
Oberes Detail der Scheintür

Die altägyptische Mastaba der Hetepet wurde 1909 bei Gizeh ausgegraben und datiert in das Alte Reich, wahrscheinlich in die 5. Dynastie, um 2500 v. Chr. Der genaue Fundort der Mastaba wurde damals jedoch nicht aufgezeichnet. Diverse Reliefs wurden aus der Grabkapelle entfernt und gelangten ins Liebieghaus in Frankfurt und in das Ägyptische Museum Berlin. Zu den Ausgrabungen von Karl Maria Kaufmann sind kaum Aufzeichnungen überliefert, so dass lange nichts weiter zu dem Grab bekannt war. Das Grab wurde Ende 2017 in Gizeh wiedergefunden. Die Dekoration der Kapelle war gut erhalten und ist zum großen Teil ausgemalt, was eher ungewöhnlich für diese Zeit ist.
Zur Person von Hetepet ist bisher nur wenig bekannt. Sie trug die Titel Priesterin der Hathor, Königsbekannte und Landbesitzerin. Der Name ihres Vaters ist nur zum Teil erhalten und begann mit Nef… Der Name eines möglichen Gemahls ist nicht überliefert.